# Quimbara
Clip vidéo
[vidéo] « Celia Cruz & Johnny Pacheco - Arranca », sur YouTube
[vidéo] « Manzanita - Arranca (clip) », sur YouTube
Quimbara est une chanson de salsa latino-cubaine, de Celia Cruz & Johnny Pacheco, écrite en espagnol par Junior Cepeda. Elle est enregistrée en single, extrait de leur album Celia & Johnny de 1974,. Un de leurs principaux succès international, dont l'album est intronisé au Registre national des enregistrements de la Bibliothèque du Congrès des États-Unis,.

## Histoire
Les interprètes, la cubaine Celia Cruz (surnommée « La Reine de la Salsa et de la Rumba ») et le dominicain Johnny Pacheco enregistrent cette chanson au rythme enflammé du portoricain Junior Cepeda, avec leur groupe des Fania All-Stars, avec le producteur Larry Harlow du label Fania à New York,« Si tu veux danser, si tu veux t'amuser, Quimbara Quimbara Cumba Quimbamba Eh Mama Eh Eh Mama... La Rumba m'appelle, Bongo, dis-lui que j'arrive, et pour m'épargner un moment, pendant que je chante un guaguanco, dis-lui que je ne veux pas manquer de respect, car elle vit dans mon cœur, ma vie est juste comme ça, bonne rumba et guaguanco !... ».

## Reprises et adaptations
Celia Cruz & Johnny Pacheco rééditent ce tube international de salsa sur de nombreuses compilations de leur carrière.
- 1991 : le chanteur espagnol Manzanita (en) l'adapte avec son titre Arránca[11], de son album  Sueño de amor[12], avec un clip tourné à Cuba.
- 2004 : Gloria Estefan, Patti LaBelle et Arturo Sandoval l'interprètent sur ¡Azúcar!, le DVD musical en hommage à Celia Cruz.
- 1997 : le groupe de salsa américain DLG (Dark Latin Groove) reprend la chanson remixée Magdalena, Mi Amor (Quimbara) en duo avec la chanteuse portoricaine Ivy Queen, sur leur album Swing On.
- 2009 : Bamboleo, sous le titre Kimbara Kimbara
- 2013 : Jennifer Lopez l’interprète en direct pour l'hommage à Celia Cruz lors des American Music Awards 2013, et pour ses concerts Jennifer Lopez: All I Have.
- 2015 : Ivy Queen reprend la chanson, dans un medley avec Bemba Colora, sur son album Vendetta (Ivy Queen album) (en).
- 2019 : Angélique Kidjo la reprend sur son album de reprises de Celia Cruz, Celia.
- 2023 : Mimy Succar & Tony Succar

## Cinéma, musique de film
- 2006 : Miami Vice : Deux Flics à Miami, de Michael Mann, dans un bar de nuit de La Havane à Cuba[13].

## Jeux vidéo
- 2006 : Grand Theft Auto: Vice City Stories,